# لوبیانژ
لوبیانژ (به لاتین: Lubiąż) یک روستا در لهستان است که در گمینا ووووو واقع شده‌است.
 لوبیانژ  ۲٬۳۰۰ نفر جمعیت دارد.